# Динамо (женский баскетбольный клуб, Новосибирск)
ЖБК «Динамо» Новосибирская область — женский баскетбольный клуб, из города Новосибирска, играет в Премьер-лиге. Был основан Генрихом Приматовым на базе Новосибирского электротехнического института (НЭТИ). До 1960 года команда носила название «НЭТИ». В 1960 году новосибирcкие студентки завоевали право выступать в классе «А» (аналог будущей Суперлиги «А»), и команда получила новое название — «Буревестник», а в 1962 году «Буревестник» стал «Сибирячкой» Под названием «Динамо» команда играет с 1966 года («Динамо-Энергия» в 2001—2008, «Динамо-ГУВД» с 2008 по 2015).

## Достижения
Чемпионат СССР по баскетболу среди женщин
- Чемпион (3): 1986, 1987, 1988
- Вице-чемпион: 1985
- Бронзовый призёр (3): 1981, 1982, 1983

Чемпионат России по баскетболу среди женщин
- Вице-чемпион (2): 1993, 1994
- Бронзовый призёр (3): 1999, 2001, 2003

Кубок европейских чемпионов
- Финалист (2): 1987, 1988

Кубок Ронкетти:
- Обладатель: 1986

## Известные воспитанницы
- Олимпийские чемпионки: Ирина Минх, Елена Худашова
- Призёры чемпионатов мира и Европы: Е. Капутская, А. Леонова, И. Левченко, Е. Кардакова, Ж. Келлер, М. Калмыкова, Н. Ходакова, И. Пимонова, Сапожникова, О. Герасимова, Е. Гусева, Т. Коломеец.

## Текущий состав
| \| Поз. \| № \| Гражд. \| Имя \| Дата рождения (возраст) \| Рост \| Вес \| Звание \| \| ---- \| -- \| ------ \| ------------------- \| ------------------------- \| ------ \| ----- \| ------ \| \| З \| 7 \| \| Новицкая Анастасия \| 25 апреля 2001 (24 года) \| 181 см \| 68 кг \| \| \| ЛФ \| 10 \| \| Потёмина Наталья \| 26 марта 1988 (37 лет) \| 185 см \| 69 кг \| \| \| Ц \| 11 \| \| Кай Афи Джеймс \| 26 июля 1995 (29 лет) \| 195 см \| 95 кг \| \| \| АЗ \| 12 \| \| Мосько Арина \| 1 февраля 1999 (26 лет) \| 179 см \| 75 кг \| \| \| РЗ \| 17 \| \| Елисеева Александра \| 23 мая 2005 (20 лет) \| 170 см \| 69 кг \| \| \| Ц \| 22 \| \| Кузьмина Юлия \| 28 мая 1999 (26 лет) \| 190 см \| 78 кг \| \| \| РЗ \| 24 \| \| Спаркл Тейлор \| 28 мая 1995 (30 лет) \| 175 см \| 62 кг \| \| \| Ц \| 27 \| \| Кузьмич Виталина \| 22 августа 2000 (24 года) \| 189 см \| 84 кг \| \| \| АЗ \| 34 \| \| Столяр Ольга \| 30 сентября 1999 (25 лет) \| 168 см \| 58 кг \| \| \| ЛФ \| 43 \| \| Заряжко Елизавета \| 1 мая 1996 (29 лет) \| 180 см \| 70 кг \| \| \| ТФ \| 44 \| \| Осипова Екатерина \| 21 января 1997 (28 лет) \| 186 см \| 81 кг \| \| \| АЗ \| 95 \| \| Антошина Мария \| 22 января 2000 (25 лет) \| 174 см \| 74 кг \| \| | Главный тренер - Понкратов Борис Ассистенты тренера - Мелешко Евгения - Шамова Галина Легенда - (К) — Капитан команды Последнее изменение: 5 октября 2023 года |               |                     |                           |        |       |        |
| Поз. | № | Гражд.        | Имя                 | Дата рождения (возраст)   | Рост   | Вес   | Звание |
| З | 7 | Флаг России   | Новицкая Анастасия  | 25 апреля 2001 (24 года)  | 181 см | 68 кг |        |
| ЛФ | 10 | Флаг России   | Потёмина Наталья    | 26 марта 1988 (37 лет)    | 185 см | 69 кг |        |
| Ц | 11 | Флаг США      | Кай Афи Джеймс      | 26 июля 1995 (29 лет)     | 195 см | 95 кг |        |
| АЗ | 12 | Флаг Беларуси | Мосько Арина        | 1 февраля 1999 (26 лет)   | 179 см | 75 кг |        |
| РЗ | 17 | Флаг России   | Елисеева Александра | 23 мая 2005 (20 лет)      | 170 см | 69 кг |        |
| Ц | 22 | Флаг России   | Кузьмина Юлия       | 28 мая 1999 (26 лет)      | 190 см | 78 кг |        |
| РЗ | 24 | Флаг США      | Спаркл Тейлор       | 28 мая 1995 (30 лет)      | 175 см | 62 кг |        |
| Ц | 27 | Флаг России   | Кузьмич Виталина    | 22 августа 2000 (24 года) | 189 см | 84 кг |        |
| АЗ | 34 | Флаг России   | Столяр Ольга        | 30 сентября 1999 (25 лет) | 168 см | 58 кг |        |
| ЛФ | 43 | Флаг России   | Заряжко Елизавета   | 1 мая 1996 (29 лет)       | 180 см | 70 кг |        |
| ТФ | 44 | Флаг России   | Осипова Екатерина   | 21 января 1997 (28 лет)   | 186 см | 81 кг |        |
| АЗ | 95 | Флаг России   | Антошина Мария      | 22 января 2000 (25 лет)   | 174 см | 74 кг |        |

## Администрация
Руководство клуба:
Президент: Ирина Минх

## Главные тренеры
- 1955—1976 — Приматов, Генрих Алексеевич
- 1976—2004 — Ячменёв, Леонид Александрович
- 2013—2014, 2017-2018 — Соколовский, Борис Ильич
- 2015—2017 — Шумихин, Дмитрий Олегович